# Pfarrkirche Wiel

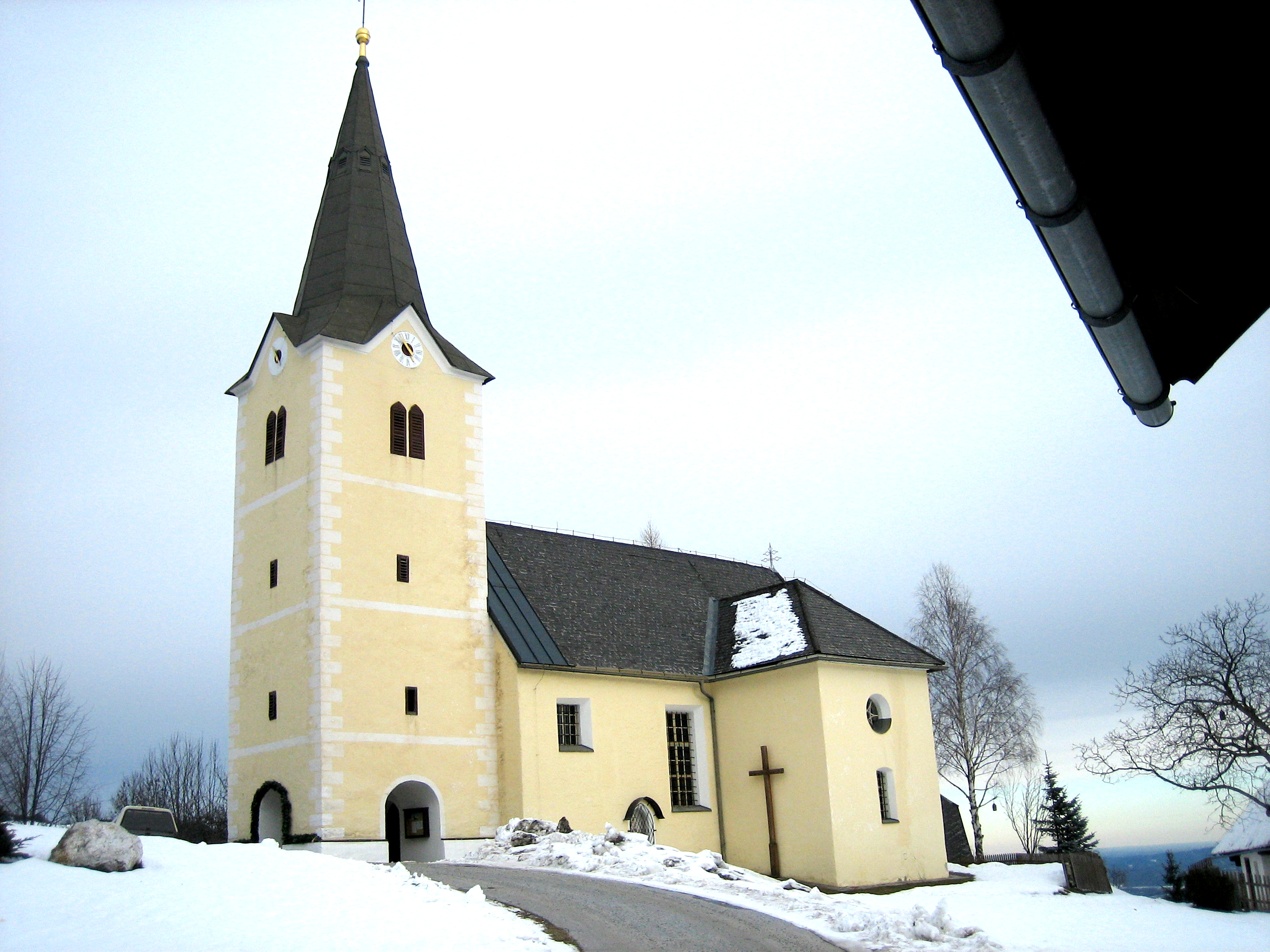
Kath. Pfarrkirche hl. Katharina in der Wiel

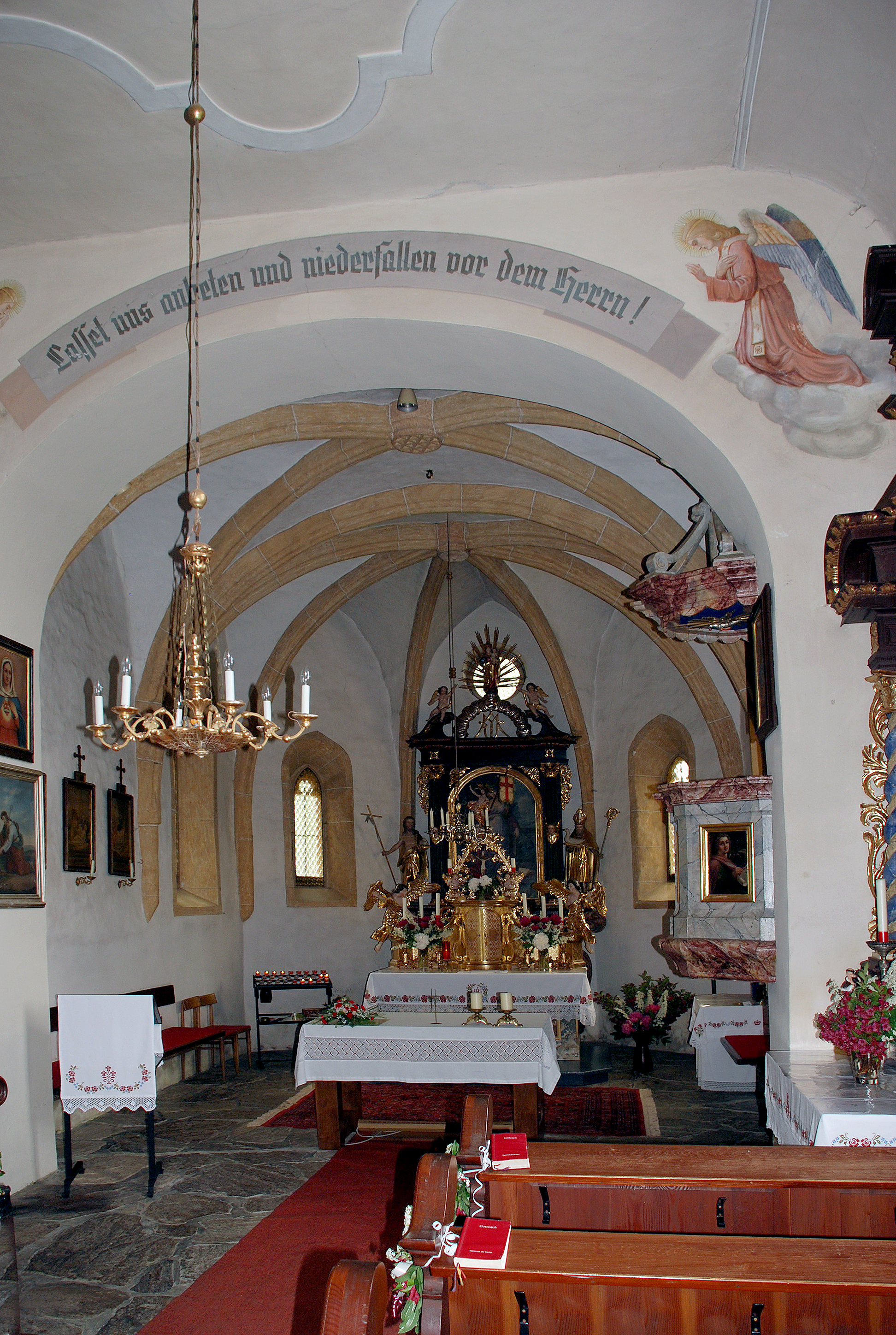
Im Langhaus zum Chor

Die römisch-katholische Pfarrkirche St. Katharina in der Wiel steht im gleichnamigen Kirchort. Dieser liegt in der KG Wiel St. Oswald in der Marktgemeinde Wies im Bezirk Deutschlandsberg in der Steiermark. Die auf die heilige Katharina geweihte Pfarrkirche gehörte bis Ende August 2018 zum dann aufgelösten Dekanat Deutschlandsberg in der Diözese Graz-Seckau, seit Auflassung dieses Dekanates liegt sie im Seelsorgeraum Südweststeiermark. Die Kirche steht unter Denkmalschutz.

## Geschichte
Der gotische Chor aus dem 15. Jahrhundert ist erhalten. Die Kirche war eine Filialkirche von St. Veit (Pfarre Altenmarkt, später Wies) und wurde 1545 als Filialkirche der Pfarrkirche Eibiswald genannt. Das als Erbauungsdatum genannte Jahr 1572 kann als Fertigstellungsdatum der Kirche gesehen werden. Nur ungefähr fünf Gottesdienste im Jahr wurden an ihr gehalten, deren Priester auf einem stundenlangen Fußweg aus Wies zunächst beim Neubauerhof übernachteten, ehe sie zur Kirche kamen. Ein Priester lebte erst ab den Reformen unter Kaiser Joseph II. bei der Kirche, die 1787 Stationskaplanei wurde. Sie wurde 1892 zur Pfarrkirche erhoben, bereits in der Zeit als „Stations-Caplanei“ waren aber ihre jeweiligen Benefizianten berechtigt, die pfarrlichen Rechte in vollem Umfang auszuüben. Die Kirche wurde 1913 und 1972/1973 restauriert.

## Architektur
Der Chor zeigt außen abgetreppte Strebepfeiler und Maßwerkfenster, das östliche Fenster ist vermauert. Südlich am Chor ist eine Sakristei angebaut. Der gedrungene Westturm mit einer nach zwei Seiten offenen Halle im Erdgeschoß trägt einen Spitzhelm. Über dem Westportal ist die Inschrift Aedificatum 1572, 1678.
Der einjochige gotische Chor mit einem Fünfachtelschluss hat ein Kreuzrippengewölbe auf Diensten, die in halber Höhe enden; die zwei Schlusssteine zeigen einen Kopf und ein Rautenmuster. Das barockisierte etwas breitere Langhaus hat eine seitlich abgekehlte Flachdecke mit einfachen Stuckleisten. Die dreiachsige Westempore steht auf Rundpfeilern.

## Ausstattung
Der Hochaltar aus 1669 zeigt ein Hochaltarbild des Malers Felix Barazzutti (1913). Der Tabernakel ist aus dem 18. Jahrhundert. Die zwei Seitenaltäre wurden aus der Pfarrkirche Wies hierher übertragen.
Die Orgel baute Carl Billich (1876).